# Calla Curman

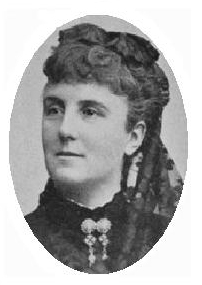
Calla Curman um 1880

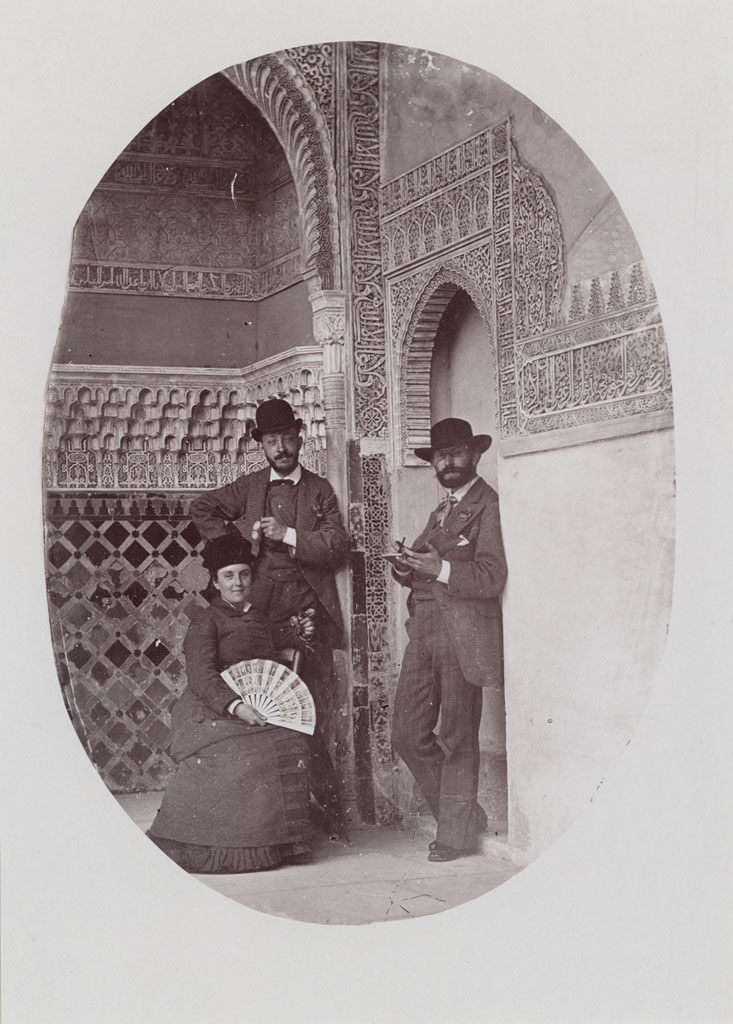
Curman mit Fächer und zwei unbekannten Männern auf dem Gelände des Alhambra-Palastes in Granada, Andalusien, Spanien (1878).
Bild: Carl Curman

Calla Curman, geb. Lundström (1850–1935), war eine schwedische Schriftstellerin, Saloninhaberin und Feministin. Sie war auch die Gründerin des Naturschutzgebiets Stångehuvud und eine der fünf Gründerinnen der Frauenvereinigung Nya Idun.

## Familie
Calla Curman wurde am 12. November 1850 in Jönköping, Schweden, als einziges Kind des wohlhabenden Industriellen Carl Frans Lundström und seiner Frau Sofie Malmberg (1830–1897) geboren. Sie wurde zu Hause von einem Privatlehrer unterrichtet. Im Alter von 17 Jahren heiratete sie den Bataillonsarzt Adolf Liljenroth (1836–1874), mit dem sie zwei Kinder hatte.
Einige Jahre nachdem ihr Ehemann Adolf Liljenroth gestorben war, nahmen Callas Eltern sie mit auf eine Reise nach Italien. Der gebildete Carl Curman, den sie bei einem Besuch mit ihrer Mutter in Lysekil während einiger Sommerwochen im Jahr 1864 kennengelernt hatte, wurde eingeladen, sie als Führer auf der Italienreise zu begleiten. Im Jahr 1877 kehrte sie nach Lysekil zurück, damals als Gast von Professor Carl Curman. Im folgenden Jahr heirateten sie. Er hatte seit 1859 als Kurarzt in Lysekil gearbeitet. Mit Curman hatte sie weitere vier Kinder.

## Tätigkeit
Curman war die Initiatorin der Gründung des Frauenvereins Nya Idun im Jahr 1885, den sie gemeinsam mit Ellen Fries, Hanna Winge, Ellen Key und Amelie Wikström gründete. Vorbild für Nya Idun war sein männliches Pendant: Sällskapet Idun. In ihrer Begründung für die Gründung von Nya Idun schrieb Curman: "Warum sollten nicht auch wir Frauen, ungeachtet unserer unterschiedlichen politischen und religiösen Ansichten, in der Lage sein, zu einem gegenseitigen Gedankenaustausch über gemeinsame intellektuelle, künstlerische und literarische Interessen zusammenzukommen?"
Curman engagierte sich auch in einer Reihe anderer Bereiche. Unter anderem war sie Mitglied des Vorstands der 1874 gegründeten Freunde des Handwerks, Mitglied der Schwedischen Kleiderreformgesellschaft, Mitglied des Vorstands des Stockholmer Lesesaals auf Kungsholmen 1898–1900, Vorstandsmitglied der Gesellschaft für Unisono-Gesang 1908–1915 und Mitglied des Stockholmer Ortsvorstands der Reichsvereinigung für Schwedenkontakt, eines nationalen Verbands zur Erhaltung des Schwedentums im Ausland, 1918–1924. Im Jahr 1928 wurde sie Ehrenvorsitzende der letztgenannten Vereinigung. Sie war auch eine versierte Pianistin, veröffentlichte 1897 ein eigenes Kompositionsheft und gehörte zu denjenigen, die 1919 die Einführung des Muttertags forderten. Sie wurde mit dem Illis Quorum und der Medaille der Freunde des Kunsthandwerks ausgezeichnet.

## Die Curman-Empfänge
In den 1880er und 1890er Jahren waren die "Curman-Empfänge" in der Curman-Villa in der Floragatan in Stockholm unter Wissenschaftlern, Künstlern und Schriftstellern ein Begriff. Sie wollte viele verschiedene Menschen zu fruchtbaren Gesprächen und Diskussionen zusammenbringen. In der Regel wurden zwei Abende im Herbst und drei im Winter für den Salon organisiert. Der gesellige Aspekt stand im Vordergrund; das Angebot an Speisen war gering. An den Curman-Empfängen nahmen Persönlichkeiten wie der Dichter Carl Snoilsky, der Künstler August Malmström, die Mathematikerin Sofja Kowalewskaja, die Komponistin Laura Netzel, der Schriftsteller Viktor Rydberg, Bjørnstjerne Bjørnson und die Sozialdebattiererin Ellen Key teil.

## Die Curman-Villen und das Naturschutzgebiet Stångehuvud

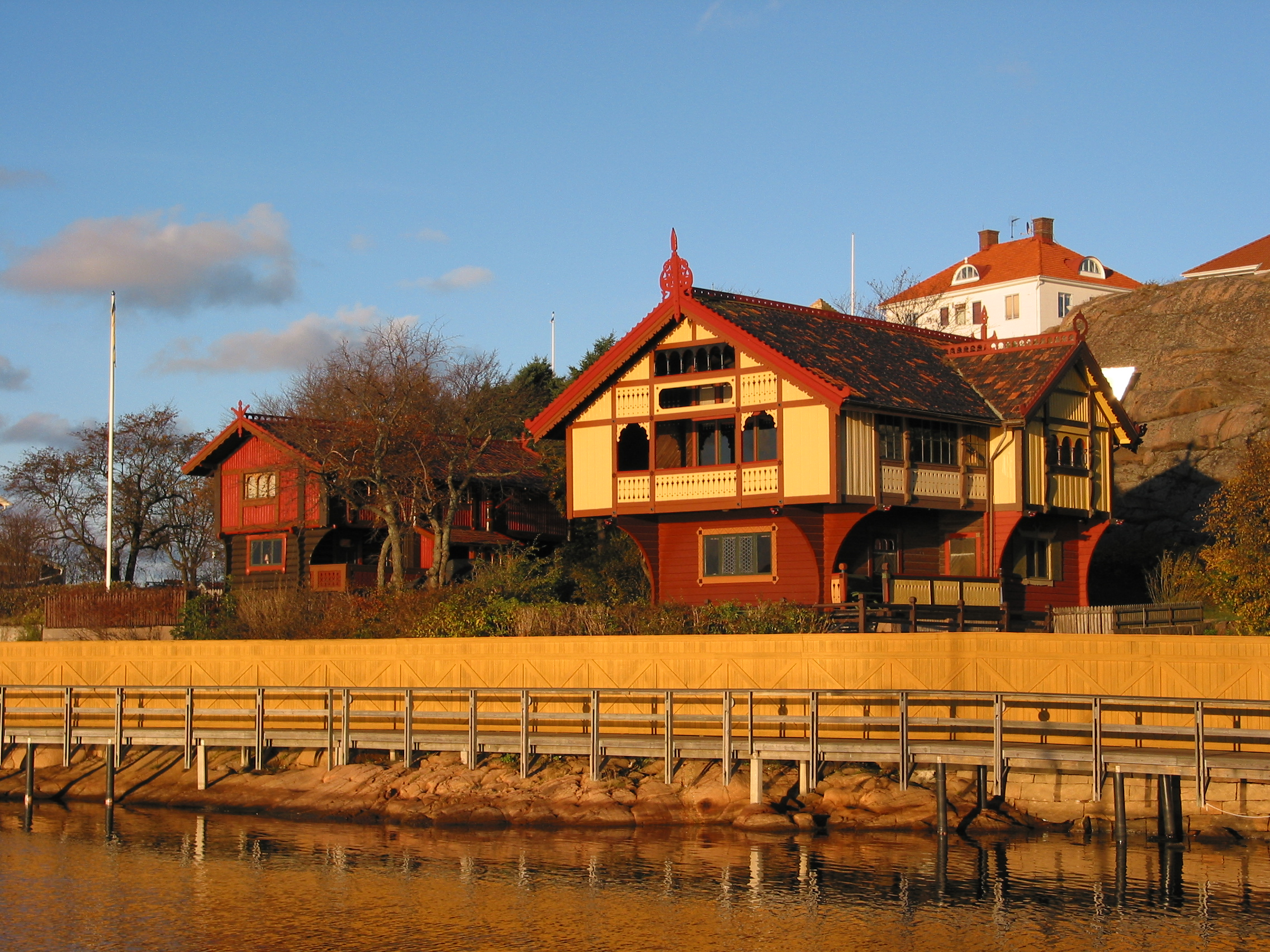
Curman-Villen in Lysekil

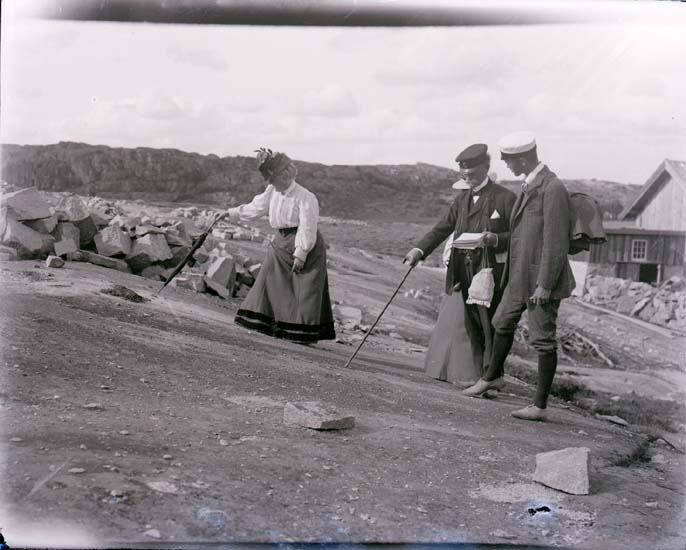
Curman zeigt entrüstet auf Petroglyphen, die von Steinmetzen in Brastad, Schweden, um 1907 misshandelt wurden.
Bild: Hugo Hallgren

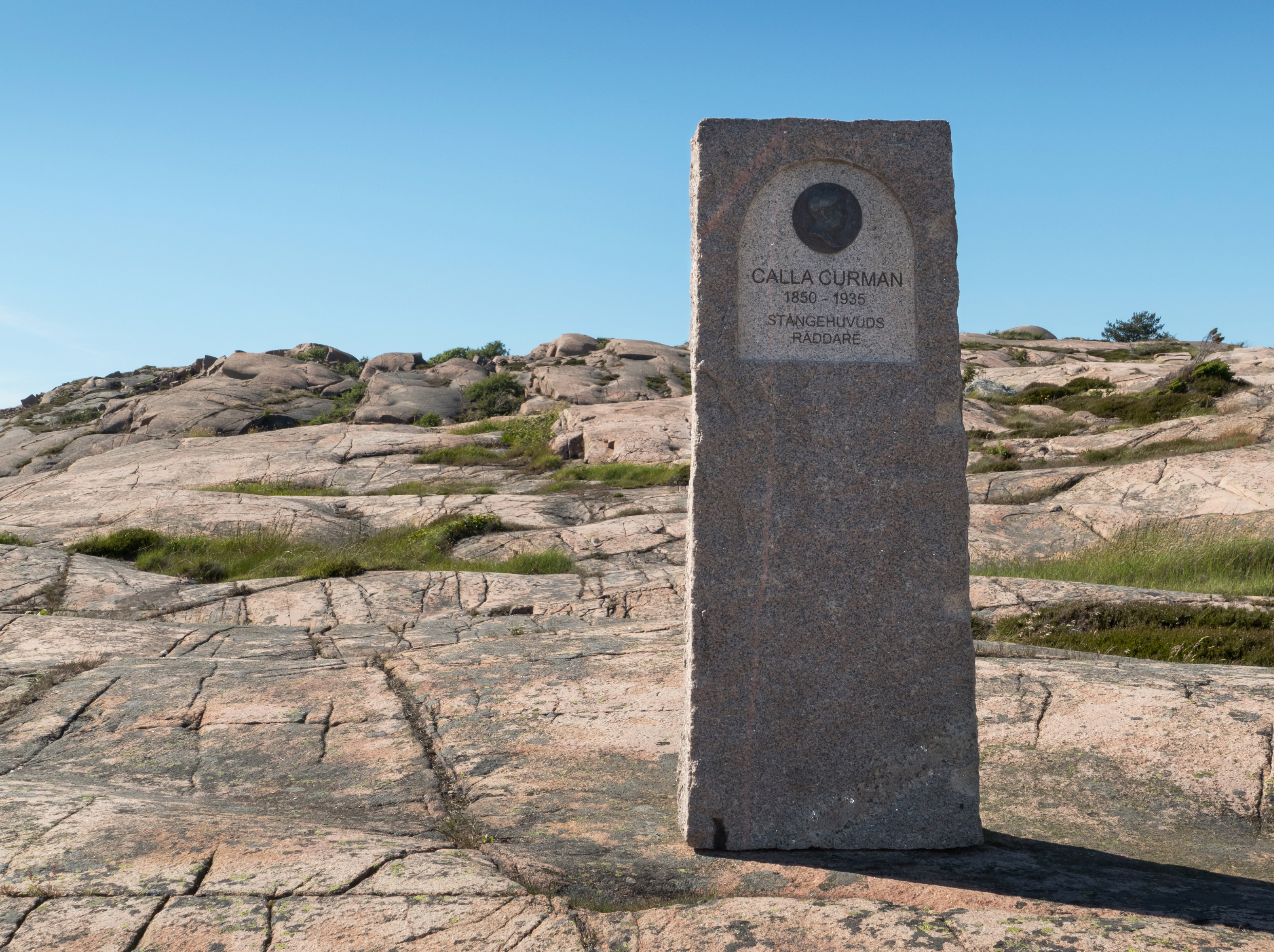
Calla-Curman-Gedenkstätte in Stångehuvud

In den Jahren 1878–1880 bauten die Curmans zwei Villen im Dragestil-Stil, die auch als Curman-Villen bekannt sind und ein charakteristisches Merkmal des Stadtbildes von Lysekil sind. Sie kehrten jeden Sommer nach Lysekil zurück, und Calla unternahm lange Spaziergänge in der Natur, wobei sie sich besonders für das etwas außerhalb der Stadt gelegene Stångehuvud begeisterte, wo die Granitfelsen vom Eis geformt wurden. In den frühen 1870er Jahren begann man in Stångehuvud mit dem Abbau von Granit, was damals die Felsen von Bohuslän stark in Mitleidenschaft zog, ohne Rücksicht auf die einzigartige Natur der Gegend. In den letzten Jahrzehnten des 19. und frühen 20. Jahrhunderts sah Curman Sommer für Sommer, wie das Gebiet immer mehr abgetragen wurde. Das Vordringen der Steinindustrie in Stångehuvud beunruhigte sie zutiefst. Sie verbrachte viele Abende mit der Frage, was man tun könnte, um den Abbau zu stoppen und die Berge vor weiterer Zerstörung zu bewahren.
Dies war jedoch leichter gesagt als getan, da die Steinindustrie viele Arbeitsplätze und ein großes Einkommen für die Steinindustrie bot. Curman schrieb mehrere Briefe an die Zeitungen und an die Verantwortlichen von Lysekil und forderte, den Steinabbau zu stoppen, aber wenn er schon weitergehen müsse, dann systematischer und mit größerer Sorgfalt. Ihre Ansichten wurden jedoch nicht erhört. Um die Zerstörung der schönen Landschaft in Stångehuvud zu verhindern, begann sie ab 1916 mit großer Beharrlichkeit und langwierigen Verhandlungen mit den Grundbesitzern Stück für Stück Land aufzukaufen, oft über Vermittler, um nicht zu verraten, dass es sich um ein und dieselbe Person handelte, die das Land gekauft hatte. Bis 1920 war es ihr gelungen, das gesamte Gebiet, insgesamt etwa 18 Hektar, für 55.000 schwedische Kronen aufzukaufen. Am 3. November 1925 schenkte sie das Gebiet der Königlich Schwedischen Akademie der Wissenschaften mit der Absicht, es für alle Zeiten zu bewahren. Gleichzeitig wurde die Carl-und-Calla-Curman-Stiftung gegründet, die ein wachsames Auge auf Stångehuvud haben und festlegen sollte, welche Pflege- und Instandhaltungsmaßnahmen zur Erhaltung und Pflege des Gebiets ergriffen werden sollten. Am Stångehuvud steht ein Gedenkstein für Calla Curmans Arbeit mit der Aufschrift "Stångehuvuds räddare": Stångehuvuds Retter.
Auch durch Spenden leistete sie einen wichtigen und dauerhaften Beitrag für Stockholm. Curman spendete Geld für das Schwedische Geschichtsmuseum und das Ägyptische Museum in Stockholm, die medizinische Forschung, eine deutsche Professur an der Universität Stockholm, den Botanischen Garten und eine Landwirtschaftsschule. Wie ihre Mutter Sofie widmete sie sich auch der Wohltätigkeitsarbeit für Einzelpersonen.

## Tod
Curman starb am 2. Februar 1935 in Stockholm und ist auf dem Norra begravningsplatsen (Nordfriedhof) begraben.

## Werke
- Eli Rem: Fyra sånger för en röst och piano. Abr. Hirschs Förlag, Stockholm 1897 (schwedisch).
- Til en norsk Dame fra hendes svensk Veninde. Originally published in Jyllands-Posten, Lysekil 1906, OCLC 187173438 (schwedisch,  [1906-08-19]).
  - Bref till en norsk dam från hennes svenska väninna. Svanbäck, Stockholm 1907, OCLC 186706201 (norwegisch).
- Minnen. Norstedt, Stockholm 1926, OCLC 186149827 (schwedisch).
  - Minnen. New Auflage. Dejavu, Stockholm 2012, ISBN 978-91-7451-405-6 (schwedisch).
- I landsflykt: berättelse (= Iduns romanbibliotek. Band 94). Idun, Stockholm 1931, OCLC 187173431 (schwedisch).